# Церковь Троицы Живоначальной на Нижнем Посаде
Церковь Троицы Живоначальной на Нижнем Посаде (Троицкая Нижнепосадская) — православный храм в историческом центре Нижнего Новгорода, на углу улицы Рождественской и переулка Вахитова.
Первые упоминания о Троицкой Нижнепосадской церкви относятся к 1621 году Изначально церковь была отстроена из дерева. В 1663 году вместо деревянной, на средства нижегородского посадского Обрезкова (по другим данным — И. Г. Языкова), была выстроена каменная церковь. В 1715 году храм сильно пострадал при пожаре. В 1863 г. выстроена каменная трёхпрестольная церковь на средства купца В. А. Буянова, с двумя приделами в трапезной (Донским и Феодоровским).
В советское время закрыта, сильно перестроена и затем снесена. От оригинального здания сохранился лишь фрагмент одной стены. Восстанавливается с 2022 года.

## История

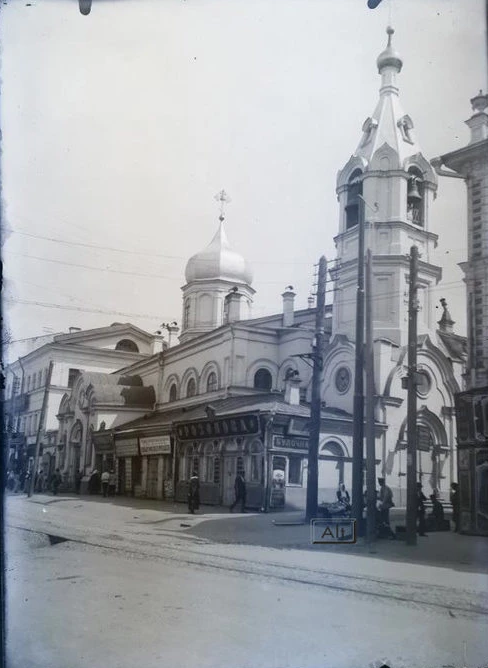
Троицкая церковь, конец XIX — начало XX века

Церковь располагается на пересечении Рождественской улицы и переулка Вахитова (бывшего Троицкого или Малого Ильинского съезда), одного из древнейших путей сообщения, связывавшего район Нижнего посада с Започаиньем.
Троицкая Нижнепосадская церковь, давшая своё имя переулку, изначально была деревянной, а затем отстроена в камне. В клировой ведомости церкви за 1914 год указано, что произошло это в 1663 году тщанием приходского посадского человека Ивана Григорьевича Языкова. «Зданием каменная с такою же колокольнею в одной связи. Земли при церкви состоит — 296 кв. сажен, означенная земля оспаривалась соседями церкви. Дом для церковнослужителей каменный, построен на средства старосты Василия Алексеевича Буянова в 1868 г. и составляет собственность причта Троицкой церкви. Церкви также принадлежат: службы с погребами каменные, лавки каменные, и часовня каменная.»
За свою многовековую историю церковь неоднократно перестраивалась и ремонтировалась. В 1715 году постройки сильно пострадали от городского пожара, так что причт был вынужден восстанавливать здания. В 1858 году рядом с церковью была возведена новая колокольня, а в 1863 году обветшавший храм был полностью восстановлен на средства В. А. Буянова.

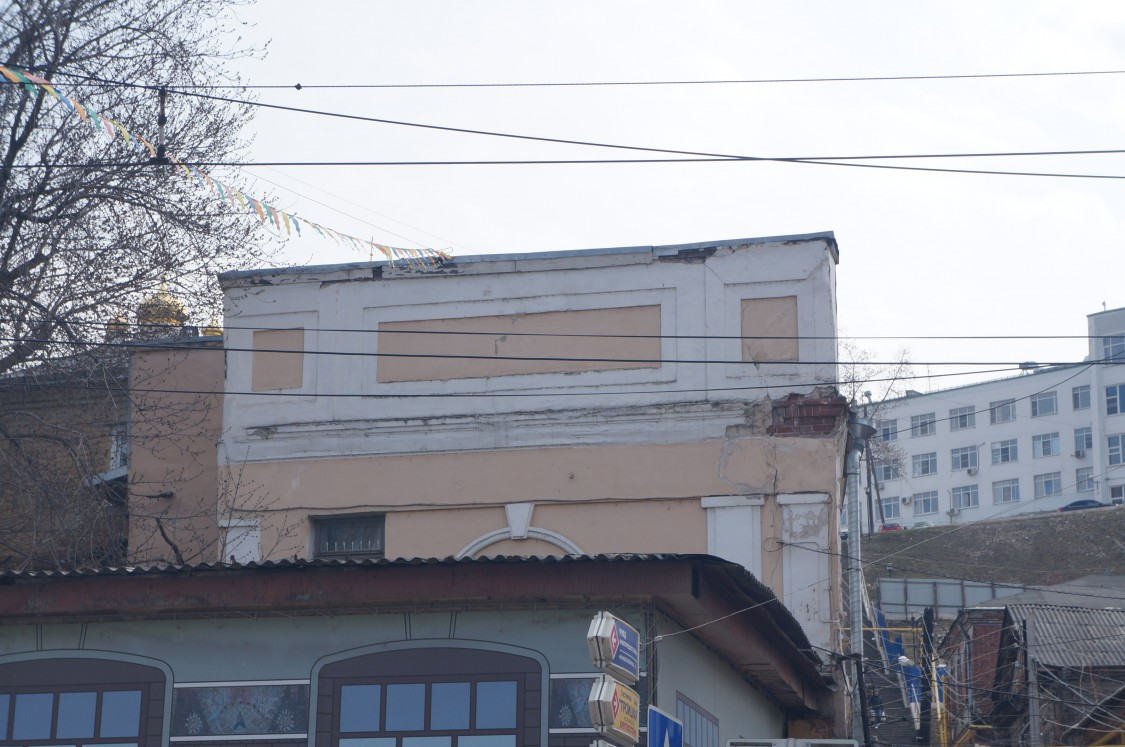
Сохранившаяся стена колокольни (пер. Вахитова, д. 6), 2020 г.

В послереволюционные годы Троицкая церковь разделила печальную судьбу многих своих «сестёр». Сохранился акт осмотра Троицкой Нижнепосадской церкви на Кооперативной улице (это название несколько лет носила улица Рождественская), комиссией управления строительного контроля и Нижгубфинотдела, на предмет определения возможности дальнейшего совершения в ней обрядов. 14 декабря 1928 г. осмотром установлено прогрессирующее разрушение здания церкви и отрыв каменной пристройки с северной стороны церкви, обращённой в сторону Кооперативной улицы. Комиссия постановила церковь разобрать. Колокольню снесли, само церковное здание лишили купола и в значительной степени перестроили, ликвидировав все объёмные выступающие части. Бывшее церковное здание приспособили под жильё.
Окончательно церковь была разобрана в начале 1950-х годов. На образовавшемся участке было возведено кафе (впоследствии — торговый павильон, действовавший до начала 2000-х годов).

### Воссоздание
В сентябре 2021 года Нижегородской епархией начат подготовительный этап работ по восстановлению Троицкой церкви в переулке Вахитова. Торжественный чин закладки камня в основание храма состоялся 28 июля 2022 года.
К 2023 году церковь была отстроена вчерне, в настоящее время ведётся внутренняя отделка.